# رافع الرویلی
رافع الرویلی (عربی: رافع الرويلي؛ زادهٔ ۵ ژوئیهٔ ۱۹۹۰) یک ورزشکار اهل عربستان سعودی است.